# Lövsjön (Eggby socken, Västergötland)
Lövsjön är en sjö i Skara kommun i Västergötland och ingår i Göta älvs huvudavrinningsområde. Lövsjön ligger i Höjentorp-Drottningkullen Natura 2000-område. Lövsjön ligger mellan Skärvalången och Höjentorps gård. Lövsjön avrinner till en vik i Skärvalången vid namn Prästsjön.